# Educartis
A Educartis é a primeira plataforma online na área da educação em África e estabelece a ligação entre prestadores de serviços de educação e estudantes locais. Esta ferramenta de pesquisa de cursos está disponível em três idiomas: português, francês e inglês.
A Educartis tem parcerias com escolas, universidades, institutos e outros centros de formação em todo o mundo, estabelecendo assim a ligação entre prestadores de serviços de educação e estudantes. Para além disto, é também uma ferramenta de branding para as instituições que queiram aumentar a sua visibilidade no Quénia ou em Angola.
Em 2016, a Educartis foi lançada em Angola (África), após o sucesso do portal de emprego Jobartis.com. Esta plataforma é actualmente utilizada por mais de 2 700 instituições e tem 20 000 programas e cursos educacionais.

## Produtos e serviços
Cursos
O portal permite aos alunos que encontrem, comparem e acedam à educação em território nacional e internacional. Os cursos têm a duração de 2 horas a 4 anos dependendo da sua tipologia (licenciatura, formação técnico profissional, formação técnico médio, pós-graduação, mestrado, doutoramento ou workshops). Existem cerca de 20 áreas disponível, como por exemplo, Artes e Humanidades, Informática, Ciências Sociais e Aviação.
Eventos
Nos dias 21 e 22 de Setembro de 2018, na Mediateca 28 de Agosto, em Luanda, realizou-se a 1ª edição do AngolaEduca, organizada pela Educartis e com o apoio da PSO.
Foi um encontro entre alunos, universidades, instituições de ensino técnico e superior, professores, personalidades, empresas e organizações internacionais.

O foco do AngolaEduca foi sempre a importância e a oportunidade de através da experiência e know-how dos oradores, os alunos poderem tirar as suas dúvidas, partilharem as suas expectativas, desejos e sonhos e terem a oportunidade de ouvir o testemunho pessoal de cada speaker e o seu percurso profissional e académico, ajudando os estudantes a adquirirem uma “luz” daquilo que poderão fazer no futuro, ganhando inspiração e confiança